# Crepis pontana
Crepis pontana là một loài thực vật có hoa trong họ Cúc. Loài này được (L.) Dalla Torre mô tả khoa học đầu tiên năm 1882.